# Premis Simón
Els Premis Simón del cinema aragonès són uns guardons que concedeix anualment l'Acadèmia del Cinema Aragonès (ACA) per a destacar el treball dels professionals del sector audiovisual aragonès. La primera edició es va celebrar en 2012 i des de llavors ha anat incrementant-se el número categories a concurs. El premi no té dotació econòmica i consta d'una estatueta inspirada en la pel·lícula Simón del desierto, dirigida per l'aragonès Luis Buñuel.

## Història
Durant les quatre primeres edicions els Premis Simón han tingut lloc al Teatro Principal de Zaragoza. A partir de la cinquena, en 2016, es realitzen a la Sala Mozart de l'Auditori de Saragossa. Els guanyadors són elegits per votació dels socis de l'Acadèmia.
En la primera edició es van convocar cinc categories competitives a les quals els interessats havien de presentar les seves candidatures. D'entre elles, els socis de la llavors Assemblea de Cineastes Aragonesos i altres persones rellevants del sector triarien als cinc finalistes de cada categoria i, posteriorment, als guanyadors. La gran triomfadora va ser la pel·lícula De tu ventana a la mía, de Paula Ortiz Álvarez, que va obtenir el Premi al millor llargmetratge i el de millor intèrpret per a Luisa Gavasa.
En la segona edició les categories van augmentar a sis més el Simón d'honor. Es va substituir el premi a la millor fotografia per un altre al millor guió, i es va instituir una categoria especial destinada a premiar a diferents oficis no inclosos en les restants categories. El Simón d'honor va ser lliurat al veterà director Carlos Saura.
En la tercera edició novament es va incrementar el nombre de categories, fins a un total de set. Va desaparèixer el premi al millor guió i es van crear els de millor banda sonora i millor muntatge.
En la quarta edició es van concedir de nou vuit premis, si bé es van substituir els guardons a millor banda sonora i muntatge pels de millor guió i millors efectes especials. El Simón d'honor va ser per al músic Antón García Abril.
La gala de lliurament dels premis corresponents a 2015, que havia d'haver estat recordada pel triomf absolut de La novia —va obtenir els cinc premis als quals podia optar— i pel Simón d'honor concedit a Fernando Esteso es va veure enterbolida per l'incident que va acabar en l'exclusió dels premis del director David Yáñez per haver estat condemnat per agredir a la seva companya sentimental.
L'edició de 2016 va contemplar el triomf del llargmetratge germano-espanyol Bestfriends, que va guanyar tres premis; el segon premi consecutiu a Vicky Calavia en la categoria de documental i el reconeixement al músic Ara Malikian.
La setena edició es va caracteritzar per la reivindicació feminista i va evidenciar una certa crisi al no poder ser lliurat el Simón al millor llargmetratge degut a l'escàs nombre de candidats que complissin els requisits d' aragonesitat.
La novena edició va tornar a ser la Sala Mozart del Auditori de Saragossa, el dia 22 de març de 2019, i es van lliurar dotze premis. Es va recuperar el premi al millor llargmetratge i es va afegir un altre a la millor banda sonora.